# Eleição parlamentar na Costa do Marfim em 2021
A eleição parlamentar marfinense de 2021 ocorreu em 6 de março. O Reagrupamento de Houphouëtistas por Democracia e Paz (RHDP), anteriormente uma coalizão partidária que dava sustentação política para o governo do presidente da República, Alassane Ouattara, e que transformou-se em um partido político unificado após a fusão dos partidos políticos que a compunham, sagrou-se novamente vencedor do pleito ao manter sua maioria absoluta dentro do parlamento marfinense, a despeito das ligeiras quedas observadas na porcentagem de votos válidos obtidos (49.18% frente aos 50.26% obtidos em 2016) e na quantidade de deputados eleitos (137 frente aos 167 eleitos no pleito anterior).
Dentre as forças políticas opositoras, o anteriormente hegemônico Partido Democrata da Costa do Marfim (PDCI) firmou uma coalizão eleitoral com o recém-fundado Juntos por Democracia e Soberania (EDS), concorrendo juntos nos distritos eleitorais locais. Dessa forma, formaram um bloco oposicionista reforçado de 81 deputados. Por sua vez, a União por Democracia e Paz na Costa do Marfim (UDPCI) ainda logrou expandir sua bancada parlamentar de 6 para 8 deputados, enquanto que a Frente Popular Marfinense (FPI) viu sua bancada parlamentar cair de 3 para 2 deputados.
Por fim, os candidatos independentes, que obtiveram uma votação histórica em 2016, experimentaram expressivas quedas tanto em sua porcentagem de votos válidos (de 38.50% para 19.07%) quanto no número de deputados (de 76 para 26 eleitos).

## Resultados eleitorais
| Partido                           | Partido                                              | Votos     | %     | Cadeiras | +/– |
| --------------------------------- | ---------------------------------------------------- | --------- | ----- | -------- | --- |
|                                   | Reagrupamento de Houphouëtistas por Democracia e Paz | 1 313 886 | 49.18 | 138      | 29  |
|                                   | PCDI–EDS                                             | 441 602   | 16.53 | 50       | 50  |
|                                   | Partido Democrata da Costa do Marfim                 | 160 599   | 6.01  | 23       | 23  |
|                                   | Juntos por Democracia e Soberania                    | 118 570   | 4.44  | 8        | 8   |
|                                   | União por Democracia e Paz na Costa do Marfim        | 53 826    | 2.01  | 8        | 2   |
|                                   | Frente Popular Marfinense                            | 52 451    | 1.96  | 2        | 1   |
|                                   | Candidatos independentes                             | 509 513   | 19.07 | 26       | 50  |
| Total de votos válidos            | Total de votos válidos                               | 2 671 755 | 95.83 | –        | –   |
| Votos inválidos (brancos e nulos) | Votos inválidos (brancos e nulos)                    | 116 267   | 4.17  | –        | –   |
| Total de votos registrados        | Total de votos registrados                           | 2 788 022 | 100   | –        | –   |
| Eleitorado apto a votar           | Eleitorado apto a votar                              | 7 359 399 | 37.88 | –        | –   |